# Südafrikanische Cricket-Nationalmannschaft in England in der Saison 2003
Die Tour der südafrikanischen Cricket-Nationalmannschaft nach England in der Saison 2003 fand vom 24. Juli bis zum 8. September 2003 statt. Die internationale Cricket-Tour war Bestandteil der Internationalen Cricket-Saison 2003 und umfasste fünf Tests. Die Serie endete 2–2 unentschieden.

## Vorgeschichte
Beide Mannschaften spielten zuvor zusammen mit Simbabwe ein Drei-Nationen-Turnier in England. 
Das letzte Aufeinandertreffen der beiden Mannschaften bei einer Tour fand in der Saison 1999/2000 in Südafrika statt.

## Stadien
Die folgenden Stadien wurden für die Tour als Austragungsort vorgesehen.
| Stadion                  | Stadt      | Kapazität | Spiele  |
| ------------------------ | ---------- | --------- | ------- |
| Edgbaston Cricket Ground | Birmingham | 24.803    | 1. Test |
| Headingley Stadium       | Leeds      | 17.000    | 4. Test |
| The Oval                 | London     | 23.500    | 5. Test |
| Lord’s Cricket Ground    | London     | 30.000    | 2. Test |
| Trent Bridge             | Nottingham | 15.350    | 3. Test |

## Kaderlisten
Südafrika benannte seinen Kader am 19. Mai 2003.
England benannte seinen Kader am 18. Juli 2003.
| Test | Test |
| England | Südafrika |
| --- | --- |
| - Michael Vaughan (K) - Nasser Hussain (VK) - Kabir Ali - James Anderson - Martin Bicknell - Mark Butcher - Andrew Flintoff - Ashley Giles - Darren Gough - Stephen Harmison - James Kirtley - Anthony McGrath - Ed Smith - Alec Stewart (wk) - Graham Thorpe - Marcus Trescothick | - Graeme Smith (K) - Paul Adams - Mark Boucher (wk) - Boeta Dippenaar - Herschelle Gibbs - Andrew Hall - Jaques Kallis - Gary Kirsten - Neil McKenzie - Makhaya Ntini - Robin Peterson - Shaun Pollock - Jacques Rudolph - Charl Willoughby - Monde Zondeki |

## Tour Matches
| 15. – 17. Juli Scorecard | Taunton | South Africans 326-4d (78) & 245-4d (66) | – | Somerset 245-7d (51) & 109-3 (25) |
|                          |         | Remis                                    |   |                                   |

| 19. – 21. Juli Scorecard | Arundel | India A 319 (89) & 160-3 (43) | – | South Africans 463 (121.4) |
|                          |         | Remis                         |   |                            |

| 7. – 9. August Scorecard | Birmingham | South Africans 325-4d (70.3) & 243-7d (55) | – | Kent 235 (73.2) & 232 (68.5) |
|                          |            | South Africans gewinnt mit 101 Runs        |   |                              |

| 24. – 28. Juli Scorecard | Birmingham | South Africans 460-7d (113.1) | – | Derbyshire 136-4d (48) |
|                          |            | Remis                         |   |                        |

## Tests

### Erster Test in Birmingham
| 24. – 28. Juli Scorecard | Birmingham | Südafrika 594-5d (145) & 134-4d (26) | – | England 408 (122.4) & 110-1 (34) |
|                          |            | Remis                                |   |                                  |

### Zweiter Test in London
| 31. Juli – 3. August Scorecard | London (Lord’s) | England 173 (48.4) & 417 (107.1)                | – | Südafrika 682-6d (177) |
|                                |                 | Südafrika gewinnt mit einem Innings und 92 Runs |   |                        |

### Dritter Test in Nottingham
| 14. – 18. August Scorecard | Nottingham | England 445 (146.3) & 118 (46.4) | – | Südafrika 362 (119.5) & 131 (56.2) |
|                            |            | England gewinnt mit 70 Runs      |   |                                    |

### Vierter Test in Leeds
| 21. – 25. August Scorecard | Leeds | Südafrika 342 (114.4) & 365 (100.5) | – | England 307 (87.2) & 209 (61.4) |
|                            |       | Südafrika gewinnt mit 191 Runs      |   |                                 |

### Fünfter Test in London
| 4. – 8. September Scorecard | London | Südafrika 484 (128) & 229 (69.2) | – | England 604-9d (162) & 110-1 (22.2) |
|                             |        | England gewinnt mit 9 Wickets    |   |                                     |

## Statistiken
Die folgenden Cricketstatistiken wurden bei dieser Tour erzielt.
| Tests              | Tests      | Tests   | Tests   | Tests   | Tests   | Tests   | Tests   | Tests   |
| Batting            | Batting    | Batting | Batting | Batting | Batting | Batting | Batting | Batting |
| Spieler            | Mannschaft | Spiele  | Innings | Runs    | Average | HS      | 100s    | 50s     |
| ------------------ | ---------- | ------- | ------- | ------- | ------- | ------- | ------- | ------- |
| Graeme Smith       | Südafrika  | 5       | 9       | 714     | 79,33   | 277     | 2       | 1       |
| Marcus Trescothick | England    | 5       | 10      | 487     | 60,87   | 219     | 1       | 3       |
| Herschelle Gibbs   | Südafrika  | 5       | 9       | 478     | 53,11   | 183     | 2       | 0       |
| Gary Kirsten       | Südafrika  | 4       | 7       | 462     | 66,00   | 130     | 2       | 2       |
| Andrew Flintoff    | England    | 5       | 8       | 423     | 52,87   | 142     | 1       | 3       |
| Bowling            |            |         |         |         |         |         |         |         |
| Spieler            | Mannschaft | Spiele  | Overs   | Wickets | Average | BBI     | 5W      | 10W     |
| Makhaya Ntini      | Südafrika  | 5       | 196.2   | 23      | 35,39   | 5/75    | 2       | 1       |
| Shaun Pollock      | Südafrika  | 4       | 177     | 17      | 24,70   | 6/39    | 1       | 0       |
| Andrew Hall        | Südafrika  | 4       | 144.4   | 16      | 26,87   | 3/18    | 0       | 0       |
| James Anderson     | England    | 5       | 161.5   | 15      | 39,86   | 5/102   | 1       | 0       |
| Jacques Kallis     | Südafrika  | 3       | 113.3   | 14      | 25,85   | 6/54    | 1       | 0       |

## Player of the Series
Als Player of the Series wurden die folgenden Spieler ausgezeichnet.
| Serie | Player of the Series         |
| ----- | ---------------------------- |
| Test  | Andrew Flintoff Graeme Smith |

### Player of the Match
Als Player of the Match wurden die folgenden Spieler ausgezeichnet.
| Spiel   | Player of the Match        |
| ------- | -------------------------- |
| 1. Test | Graeme Smith               |
| 2. Test | Makhaya Ntini Graeme Smith |
| 3. Test | James Kirtley              |
| 4. Test | Gary Kirsten               |
| 5. Test | Marcus Trescothick         |